# Al-Magreb al-Adna
Al-Maghreb al-Adna (Arabisch: المغرب الأدنى), te vertalen als Nabije Maghreb, is de historische Arabische aanduiding voor de regio die West-Libië (Tripolitanië), heel Tunesië en Oost-Algerije omvat. De historische en culturele hoofdstad van al-Maghreb al-Adna was Kairouan en valt samen met het middeleeuwse Ifriqiya, en de twee termen worden door elkaar gebruikt in de Arabistische geschiedschrijving.
De Nabije Maghreb is de zetel geweest van vele dynastieën in de islamitische geschiedenis, zoals de Aghlabiden, de Fatimiden, de Ziriden en de Hafsiden.